# Maclyn McCarty
Maclyn McCarty (South Bend, 9 giugno 1911 – New York, 2 gennaio 2005) è stato un genetista statunitense.

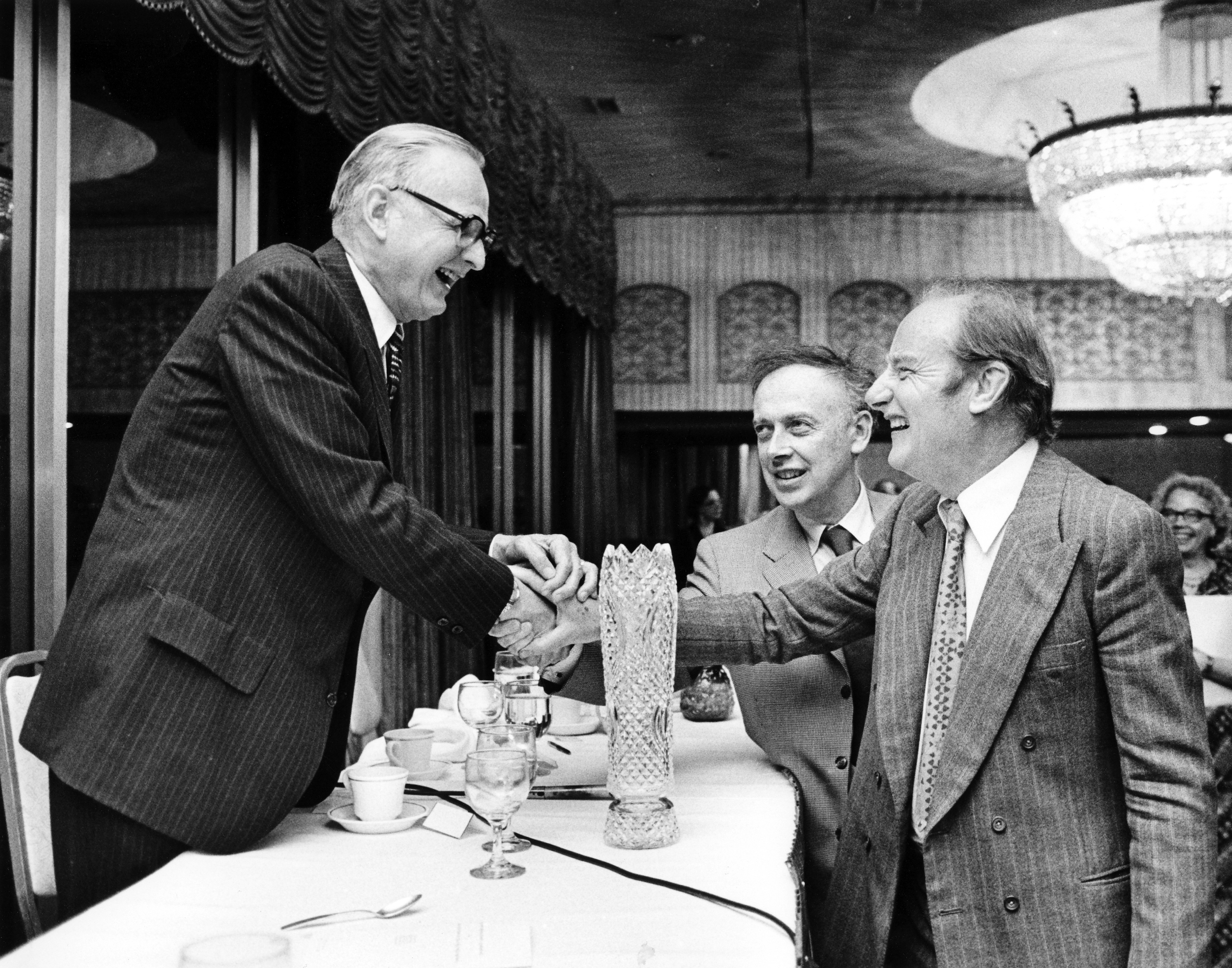
Maclyn McCarty con Francis Crick e James D. Watson

Maclyn McCarty è noto soprattutto per aver messo a punto nel 1943 con Oswald Avery e Colin MacLeod un celebre esperimento che, proseguendo lungo la via intrapresa dall'esperimento di Griffith, dimostrò che il materiale genetico presente nelle cellule è composto di DNA.

## Riconoscimenti
- Medaglia d'oro Robert Koch nel 1981
- Premio Wolf per la medicina nel 1990